# Alexander Joseph Daiwaille
Alexander Joseph Daiwaille (* 21. Januar 1818 in Amsterdam, Königreich der Niederlande; † 1888 in Brüssel, Königreich Belgien) war ein niederländischer Porträt- und Landschaftsmaler.

## Leben
Alexander Joseph Daiwaille war der Sohn des Malers Jean Augustin Daiwaille; seine Schwester war die Malerin Elise Thérèse Daiwaille. Er spezialisierte sich anfänglich wie sein Vater auf Porträtmalerei, malte später aber auch Landschaften. Für seine Motive bereiste er die Niederlande und Deutschland, darunter Hilversum (1833–1834), Kleve (1834–1835), Nijmegen (1835–1836), Den Haag (1836–1839) und wieder Kleve (1840–1848). In Kleve arbeitete er mit seinem Schwager, dem Landschaftsmaler Barend Cornelis Koekkoek. Daiwaille ließ sich 1849 in Brüssel nieder, wo er bis zu seinem Tod 1888 lebte.
1839 wurde er mit dem Preis der Ausstellung Tentoonstelling van Levende Meesters ausgezeichnet 1847 erhielt er von der Künstlergenossenschaft „Felix Meritis“ (Amsterdam) eine Silbermedaille für eine Landschaftsdarstellung. Zwei seiner Landschaften verkaufte er 1848 an König Wilhelm II. der Niederlande.

## Werke (Auswahl)

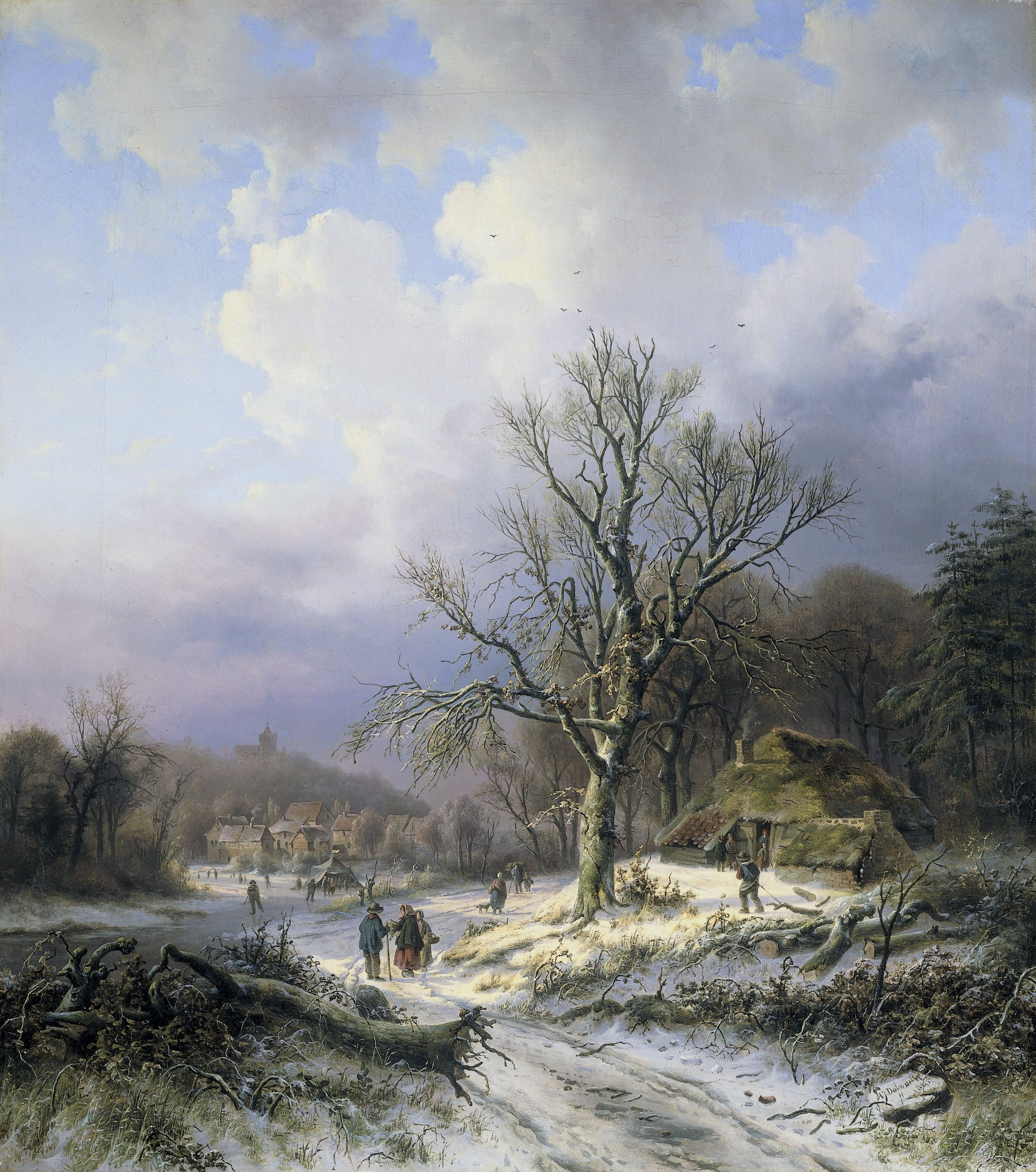
Porträt Schneelandschaft, 1845, Rijksmuseum Amsterdam
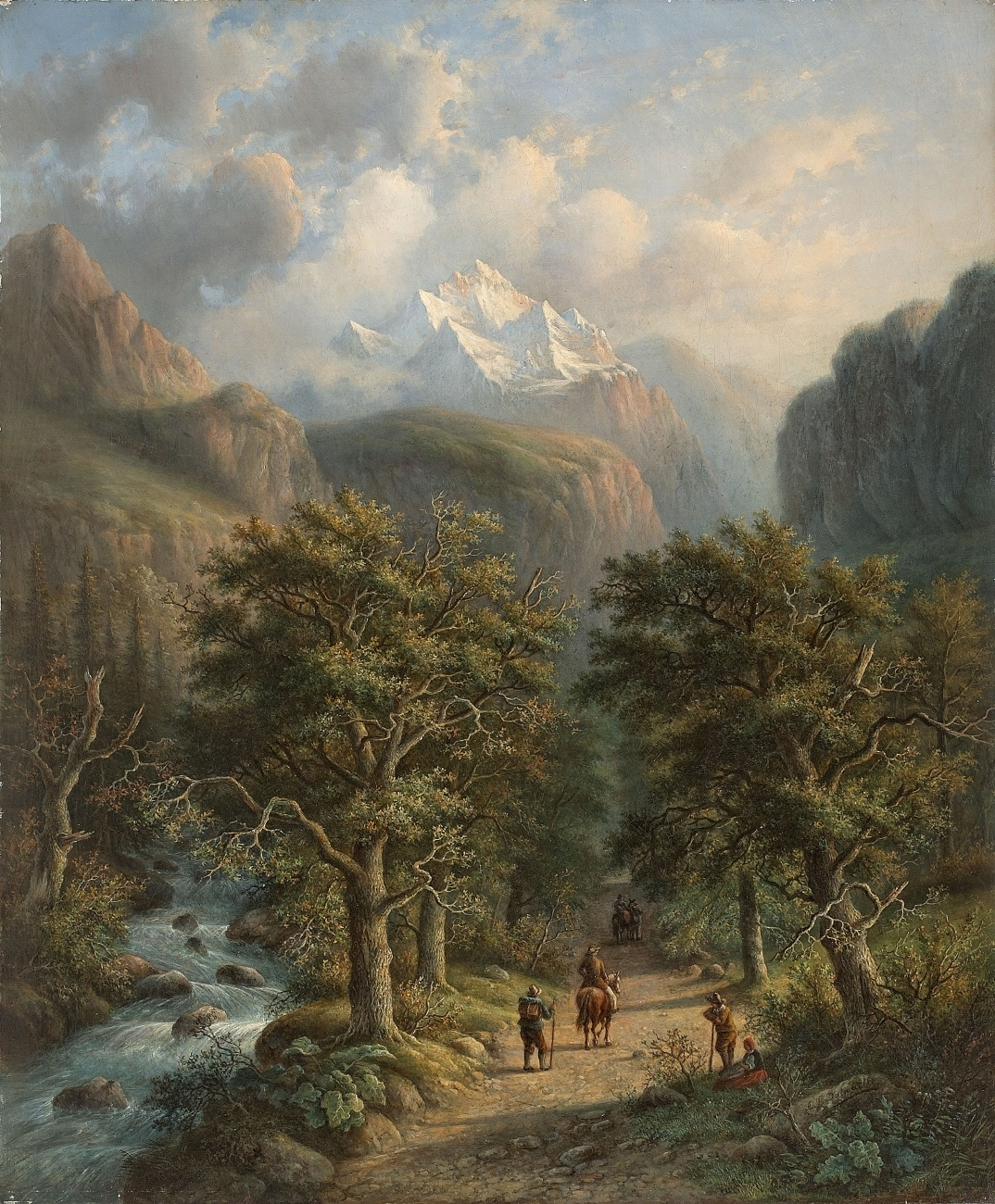
Landschaft im Hochgebirge, vor 1888